# 대한민국 헌법 제17조
대한민국 헌법 제17조는 사생활의 비밀과 자유를 보장하는 대한민국 헌법의 조항이다.
모든 국민은 사생활의 비밀과 자유를 침해받지 아니한다.

## 참조조문
제18조 모든 국민은 통신의 비밀을 침해받지 아니한다.

국가공무원법 제60조 공무원은 재직 중은 물론 퇴직후에도 직무상 알게 된 비밀을 엄수해야 할 비밀엄수의 의무를 진다.

## 내용
- 사생활의 비밀과 자유
- 개인정보자기결정권

## 같이 보기
- 대한민국 헌법 제2장
- 개인정보보호법
- 공공기관의개인정보보호에관한법률
- 정보공개법
- 정보공개제도
- 개인정보보호제도
- 프라이버시권
- 알권리